# ألبرت ويليام أوستين
ألبرت ويليام أوستين هو لاعب غولف كندي، ولد في 27 مارس 1857 في تورونتو في كندا، وتوفي بنفس المكان في 5 يوليو 1934.

## وصلات خارجية
- ألبرت ويليام أوستين على موقع أوليمبيديا (الإنجليزية)
- ألبرت ويليام أوستين على موقع اللجنة الأولمبية الكندية (الإنجليزية)